# Jungbrunnen

Lucas Cranach d. Ä.: Der Jungbrunnen

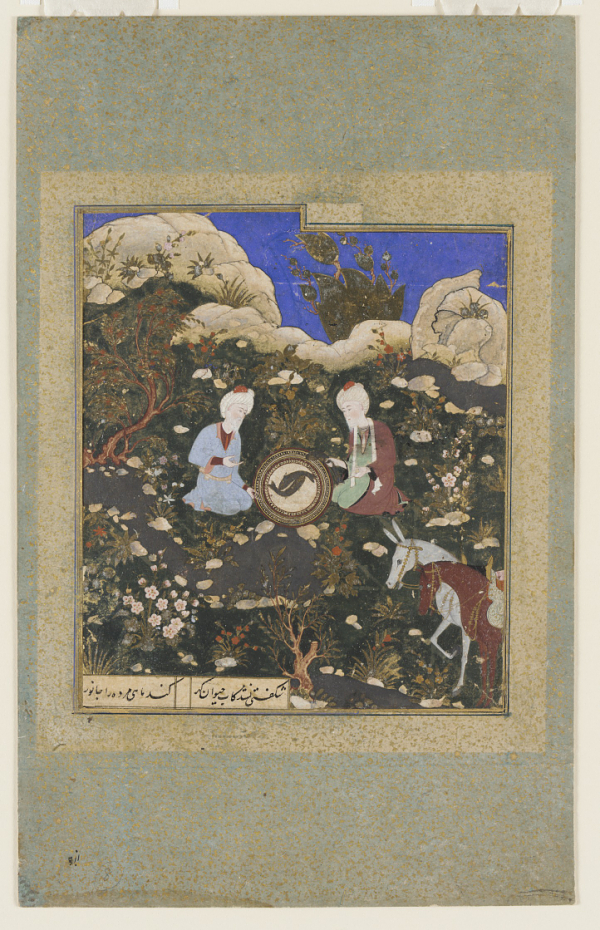
Al-Chidr (rechts) und Elias beobachten die Wiederbelebung eines gesalzenen Fisches an der Quelle des Lebens.

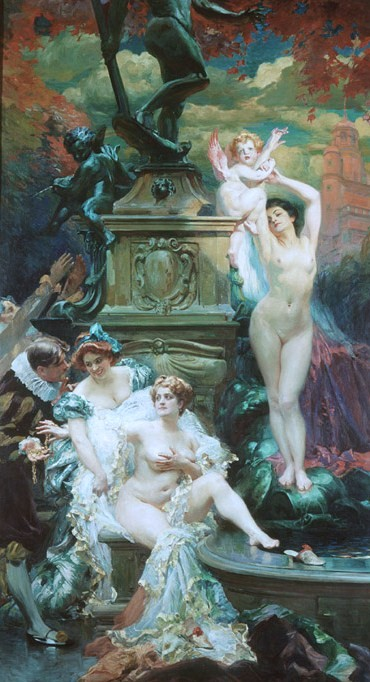
Der Jungbrunnen (La Fontaine de Jouvence), Gemälde von Paul Jean Gervais (1859–1936)

Der Jungbrunnen (Lebensbrunnen) wie auch die Quelle der ewigen Jugend und die Quelle des ewigen Lebens sind sich oft überschneidende mythische Vorstellungen von einem Gewässer, dessen Wasser dem, der es trinkt, ewige Jugend oder ewiges Leben verheißt.

## Ursprung
Die Suche nach der Quelle der ewigen Jugend wird bereits im Alexanderroman geschildert und fand unter anderem hierüber im Orient – besonders in der syrischen Literatur, nach manchen Deutungen auch im Koran (Sure 18,60–64) – wie im Okzident Verbreitung.
Der spanische Konquistador Juan Ponce de León soll der Legende nach zufolge auf seiner Expedition nach Florida 1513 vergeblich nach dem verheißenen Jungbrunnen gesucht haben. Angeblich soll er dabei Gerüchten von einer Insel Bimini gefolgt sein, auf der sich ein Brunnen der Jugend befinde.

## Jungbrunnen in der Kunst
Der Jungbrunnen ist der Titel eines Gemäldes von Lucas Cranach dem Älteren von 1546. Das Bild stellt ein Bad dar, in dem von der einen Seite gealterte Frauen ins Wasser steigen, das sie auf der anderen Seite verjüngt verlassen. Das Werk befindet sich in der Gemäldegalerie Berlin.
In der Burg von Manta im Piemont ist ein großflächiges Fresko eines Jungbrunnens aus dem 15. Jahrhundert zu sehen.
Hans Sachs schrieb 1557 das Gedicht Der Jungbrunn.
Die Suche nach dem Jungbrunnen ist auch in der Popkultur ein beliebtes Motiv, etwa in den Abenteuerfilmen Die Jagd nach dem Jungbrunnen (The Spring, 1989), Pirates of the Caribbean – Fremde Gezeiten (2011), Orson Welles’ Fernsehserie The Fountain of Youth (1958) oder dem Computerspiel Indiana Jones and the Fountain of Youth.

## Umgangssprache
Jungbrunnen im übertragenen Sinn sind Erlebnisse, Gegenstände oder Verhaltensweisen, die einen Menschen sich jugendlich oder jung fühlen lassen.

## Referenzen
1. ↑  Castello della Manta, besseres Bild
2. ↑  Hans Sachs: Der Jungbrunn im Projekt Gutenberg-DE